# Лурия, Ицхак
Ицха́к Лу́рия (Рабби Ицха́к бен Шломо Ашкена́зи Лу́рия, ивр. רַבּי יִצְחַק לוּרְיָא‎; 1534 (5294), Иерусалим, Османская империя — 25 июля 1572 (5 ава 5332), Цфат, Османская империя) — еврейский богослов, раввин, мистик, известный под нотариконом Ари (אֲרִי‎). Создал одно из основных течений мистического учения каббалы — школу лурианской каббалы.

## Акроним «Ари»
Лоуренс Файн обращает внимание на то, что относительно каббалиста использовались имена Рабби Ицхак Ашкенази или Ицхак Ашкенази Лурия, а акроним АРИ произошёл от начальных звуков слов на иврите ha-elohi Rabbi Yitshak (англ. the saintly rabbi Isaac), не употреблялся при его жизни и не встречается в ранних источниках. Так же считает Арье Стриковский: «Ари — аббревиатура Элоки раби Ицхак („Божественный раби Ицхак“), или Ашкенази рабби Ицхак; принято к его имени прибавлять заль — сокращение зихроно ливраха („память о нём благословенна“) — Аризаль» (ха-Аризаль (אֲרִי ז"ל‎), то есть «Ари, благословенна его память»).
В XIX веке акроним писался как «А. Р. И.», но уже в Еврейской энциклопедии Брокгауза и Ефрона использовалась форма «Ари».
Ещё один вариант расшифровки — Адонену Раббену Ицхак.
Народная этимология трактовала акроним АРИ как אריה‎ — «лев»), и он был известен в народе, как ха-Ари ха-кадош («Святой лев»).

## Биография

Дом АРИ в Иерусалиме

Родился в Иерусалиме в 1534 году (Дом АРИ). Отец — Соломон Лурия Ашкенази (Solomon Luria Ashkenazi), ашкеназ из Германии или Польши; возможно, принадлежал к известному с XIV века семейству Лурия; вероятно, приехал из Бреста. Имя матери не дошло до наших дней, известно только, что она происходила из сефардов. В раннем возрасте лишился отца и воспитывался у богатого дяди (брата матери) Мордехая Франсеса (Mordechai Frances) в Египте. С ладино Frances переводится как «француз», что на Ближнем Востоке было распространённой фамилией сефардов из Франции.
Когда Ицхаку было 15 лет, дядя выдал свою дочь за него замуж. В то время юноша занимался торговлей пряностями в Каире, а фамилия-прозвище «Ашкенази» Ицхака Лурии встречается в документе 1559 года.
Ицхак Лурия учился у знаменитого каббалиста Давида Ибн Аби Зимры (акроним Радбаз), главного раввина Каира и главы египетского еврейства, а после отъезда Радбаза из Египта в середине 1550-х — у ученика Радбаза, рава Бецалеля Ашкенази, автора труда Шита мекубецет («Сводная концепция»), занявшего должность своего учителя. Лурия принимал участие в создании части Шита мекубецет, комментариев к трактату Зевахим (Zevaḥim; у А. Стриковского — Звахим), но рукопись погибла при пожаре в Измире. Под руководством этих наставников Ицхак достиг совершенства в знании всех дисциплин Торы.

Интерьер синагоги Ари в Цфате

С какого-то момента он стал вести отшельнический образ жизни, сначала у себя дома, а затем — в домике на берегу Нила, где смог по-настоящему углубиться в мистические переживания и секреты каббалы.
Лурия сосредоточился в основном на «Книге Зоар» Моше де Леона, из современников — изучал Моше Кордоверо.
К семье возвращался только на субботу.
По его словам, на берегу Нила обрёл дар ясновидения, ему начал являться пророк Элияху, повелевший отправиться в Цфат..
В конце 1569 или в начале 1570 года прибыл в Цфат, важный каббалистический центр XVI века, где стал ближайшим учеником Моше Кордоверо и товарищем крупнейших раввинов и каббалистов. В 1570 году в городе Цфате дочь рабби Ицхака Лурии вышла замуж за сына рабби Йосефа Каро. В том же году скончался Моше Кордоверо, и все ученики избрали Лурию своим новым наставником.
Вокруг него собралось много учеников, среди них были и уже известные знатоки Торы, как Хаим Виталь, будущий наследник Ари, и начинающие, с которыми Ари занимался отдельно. В кружке учеников Лурия начал проповедовать свои идеи; он не записывал их и не излагал их вне своей школы.
Поскольку Ари передавал свои знания устно, о его учении, легшем в основу так называемой «Лурианской каббалы», стало известно из сочинений его учеников. При жизни он был известен скорее как святой человек, чем как каббалист — он прослыл человеком, которому открывается пророк Илия, и который может беседовать с душами умерших людей, и таким образом открывать местонахождение могил праведников в Галилее.
Уроки Ари обычно проходили на природе, место для занятий подбиралось по мистическому значению.

Могила АРИ в Цфате

Лурия умер в 1572 году во время эпидемии в возрасте 38 лет и был похоронен на кладбище в Цфате.
После его смерти Хаим Витал взял на себя миссию распространения учения своего учителя, система практической каббалы Ари была изложена Хаимом Виталем, который собрал записи учеников и написал по ним многие сочинения. Наиболее важным из них является «Книга Эц Хаим» («Древо жизни»).

## Учение
Ари основал «Лурианскую каббалу», которая является основой как сефардской каббалы с XVI века, так и хасидской каббалы, появившейся в XVIII веке. Практически все современные каббалистические направления изучают Лурианскую каббалу. Развивая понятия 10 сфирот, Ари выдвинул идеи цимцума, швират келим, зла из клипот. В истории мира и еврейского народа соответственно каждому этапу прослеживается выражение этих идей.
Он первым выдвинул идею о связи праздника Лаг ба-Омер с днём смерти Шимона Бар Иохая.

## Современники и ученики
В XVI веке Цфат привлёк многих каббалистов и мистиков, среди которых выделялись:
- Моше Бассола (1480, Пезаро, Италия — 1560, Цфат)
- Давид Ибн Аби Зимра, один из первых наставников Ари, оставался в Цфате до конца своей жизни в 1573 году[13]
- Йосеф Каро (жил в Цфате с 1533 года до смерти в 1575 году)[14]
- Шломо Галеви Алкабец (жил в Цфате в 1535—1584 годах)
- Моше Альшех (проживал какое-то время в Цфате, где умер в 1593 году)

Еврейская энциклопедия Брокгауза и Ефрона сообщает, что в Цфате Ари излагал своё новое учение в кружке каббалистов, к которому принадлежали Моисей Кардаверо (Моше Кордоверо), Соломон Алкабиц (Шломо Алкабец), Иосиф Каро, Моисей Алшех (Моше Альшех), Илия де Видас (Элияху де Видас), Иосиф Хагиз, Элиша Галадия и Моисей Бассола (Моше Бассола). После смерти р. Моше Кордоверо некоторые его ученики стали адептами учения Аризаля, например: Элияху де Видас (1518—1592, Хеврон), завершивший в 1575 году в Цфате книгу Решит хохма («Начало мудрости»). Электронная еврейская энциклопедия сообщает, что известны имена примерно 30 учеников Ари.
Хаим Витал привёл имена более 30 учеников Ари. Лоуренс Файн приводит списки согласно статусному порядку, указанному Виталем, но абсолютно убеждён в наличии других последователей, о которых этот автор не упоминает. Согласно Виталю, товарищество единомышленников Ари иерархически подразделялось на 4 группы. В первую и более значимую группу входило 11 каббалистов: Хаим Виталь, Джонатан Сагис (Jonathan Sagis), Иосеф Арзин (Joseph Arzin), Исаак Коэн (Isaac Kohen), Гедалия Галеви (Gedaliah ha-Levi), Самуэль Уседа (Samuel Uceda или Шмуэль Осида — автор «Медресе Шмуэля»), Иуда Мишан (Judah Mishan), Авраам Гавриэль (Abraham Gavriel), Шаббатай Менаше (Shabbatai Menashe), Иосеф ибн Табул (Joseph ibn Tabul; у А. Стриковского — раби Йосеф Тубуль) и Илия Фалько (Elijah Falko или Фалькон — Falkon). Лоуренс Файн обращает внимание на порядок имён в списке, где своё имя Виталь поставил в самом начале, позиционируя себя в качестве лидера последователей. Имя же одного из лучших учеников — ибн Табула — занимает относительно незначительное место в иерархии адептов и приводится в конце списка.
10 учеников вошло во вторую группу: Моше Альшех (Moses Alsheikh), Моше Нийяра (Moses Najara), Исаак Орша (Isaac Orcha), Соломон Сабан (Solomon Saban или Авсабан — Avsaban), Мордехай Галлико (Mordechai Gallico), Яков Масуд (Jacob Masud), Иосеф Альтун (Joseph Altun), Моше Минц (Moses Mintz), Моше Йона (Moses Yonah) и Авраам Гукиль (Abraham Gukil).
Третью группу, в которой, согласно спискам Виталя, повторяется имя Моше Альшеха, составили 13 адептов: Йом Тов Цаалон (Yom Tov Tsahalon), Иосеф Коэн (Joseph Kohen), Яков Альтарац (Jacob Altarats), Давид Коэн (David Kohen), Исаак Кериспи (Isaac Kerispi), Шимон Ури (Shimon Uri), Исраэль Ури (Israel Uri), Авраам Арубас (Abraham Arubas), Моше Альшех, Исраэль Леви (Israel Levi), Иосеф Канпилиас (Joseph Canpilias), Иуда Ашкенази (Judah Ashkenazi) и некто Нафтали (Naphtali).
В четвёртой группе значилось 3 имени: Авраам Галеви (Abraham ha-Levi), Моше Мешамеш (Moses Meshamesh) и Иуда Романо (Judah Romano).
Исраэль Саруг не упоминается в списках Виталя, так как вошёл в кружок Ари раньше него. Элияху де Видас, Элиэзер бен Моше Азкири (1533—1600), Иосеф бен Моше де Сеговия Бенвенисте (Joseph ben Moses de Segovia Benveniste), Гиийя Рофэ (Hiyya Rofe), Иосеф Ашкенази (Joseph Ashkenazi) и, возможно, Шем Тов Атийях (Shem Tov Atiyah) не значатся в формальных списках Виталя, поскольку контактировали с Ари более или менее продолжительное время. Фамилии Фалькон, Галлико, Романо, де Видас, де Сеговия Бенвенисте наталкивают на предположение о сефардском происхождении учеников. Иосиф Хагиз, Элиша Галадоа, Масуд Маарави отсутствуют в списках учеников, приводимых Хаимом Виталем.